# Tekellina zhangziqingi
Espèce
Tekellina zhangziqingi est une espèce d'araignées aranéomorphes de la famille des Synotaxidae.

## Répartition
Cette espèce est endémique du Jiangxi en Chine,. Elle se rencontre dans les environs de Jinggangshan.

## Description
Le mâle holotype mesure 1,15 mm et la femelle paratype 1,18 mm.

## Systématique et taxinomie
Cette espèce a été décrite par Yao, Liu et Lin en 2025.

## Étymologie
Cette espèce est nommée en l'honneur de Zhang Ziqing.

## Publication originale
- Wang, Yao, Lyu, Liu & Lin, 2025 : « Two new species of Synotaxidae from eastern China (Araneae, Synotaxidae). » ZooKeys, vol. 1248, p. 1-16 (texte intégral).